# Samuel Jarrick
Martin Samuel Jarrick, född 16 december 1974 i Stockholm, är en svensk operasångare (baryton). Han var tidigare talesperson för föreningen Klimataktion.
Jarrick är utbildad på Operahögskolan i Stockholm. Han sjöng titelrollen i Karlsson på taket av Thomas Lindahl på Malmö Opera 2012 och samma roll på Kungliga Operan 2013. Under 2006, 2007 och 2009 sjöng han den dödsdömde Joseph De Rocher i Dead man walking av Jake Heggie och Shaunard i La Bohème på Malmö Opera. Dead Man Walking gästspelade även på Köpenhamnoperan 2009. Han har bland annat gjort titelrollen i Don Giovanni, Escamillo i Carmen på Skånska Operan, Tonio i Pajazzo på Tony’s operataverna, Guglielmo i Così fan tutte på Folkoperan, Fede i Livet på månen med Opera Agile, Papageno i Trollflöjten med Nordisk Kammaropera och sjungit olika roller på Läckö slottsopera, Vadstena-Akademien med mera.
Han har tillsammans med tenoren Daniel Buckard också startat det fria operakompaniet Opera Reflex, som gör produktioner med socialt perspektiv. De gjorde bland annat Snäll rebell – en operasaga fritt efter Sagan om Karl-Bertil Jonssons julafton av Tage Danielsson 2004.
I maj 2016 sprutade han hallonsaft på en vägg från riksdagens åskådarläktare i en uppmärksammad manifestation för att stoppa försäljningen av Vattenfalls brunkol.

## Teater

### Roller
| År   | Roll                               | Produktion                                                                     | Regi          | Teater            |
| ---- | ---------------------------------- | ------------------------------------------------------------------------------ | ------------- | ----------------- |
| 2016 | Ensemble Joseph Buquet Don Atillio | The Phantom of the Opera Andrew Lloyd Webber, Charles Hart och Richard Stilgoe | Harold Prince | Cirkus, Stockholm |